# Iguatu
Iguatu è un comune del Brasile nello Stato del Ceará, parte della mesoregione del Centro-Sul Cearense e della microregione di Iguatu.